# Aspilota komarovi
Aspilota komarovi är en stekelart som beskrevs av Sergey A. Belokobylskij. Aspilota komarovi ingår i släktet Aspilota och familjen bracksteklar. Inga underarter finns listade.